# Affiche Rouge

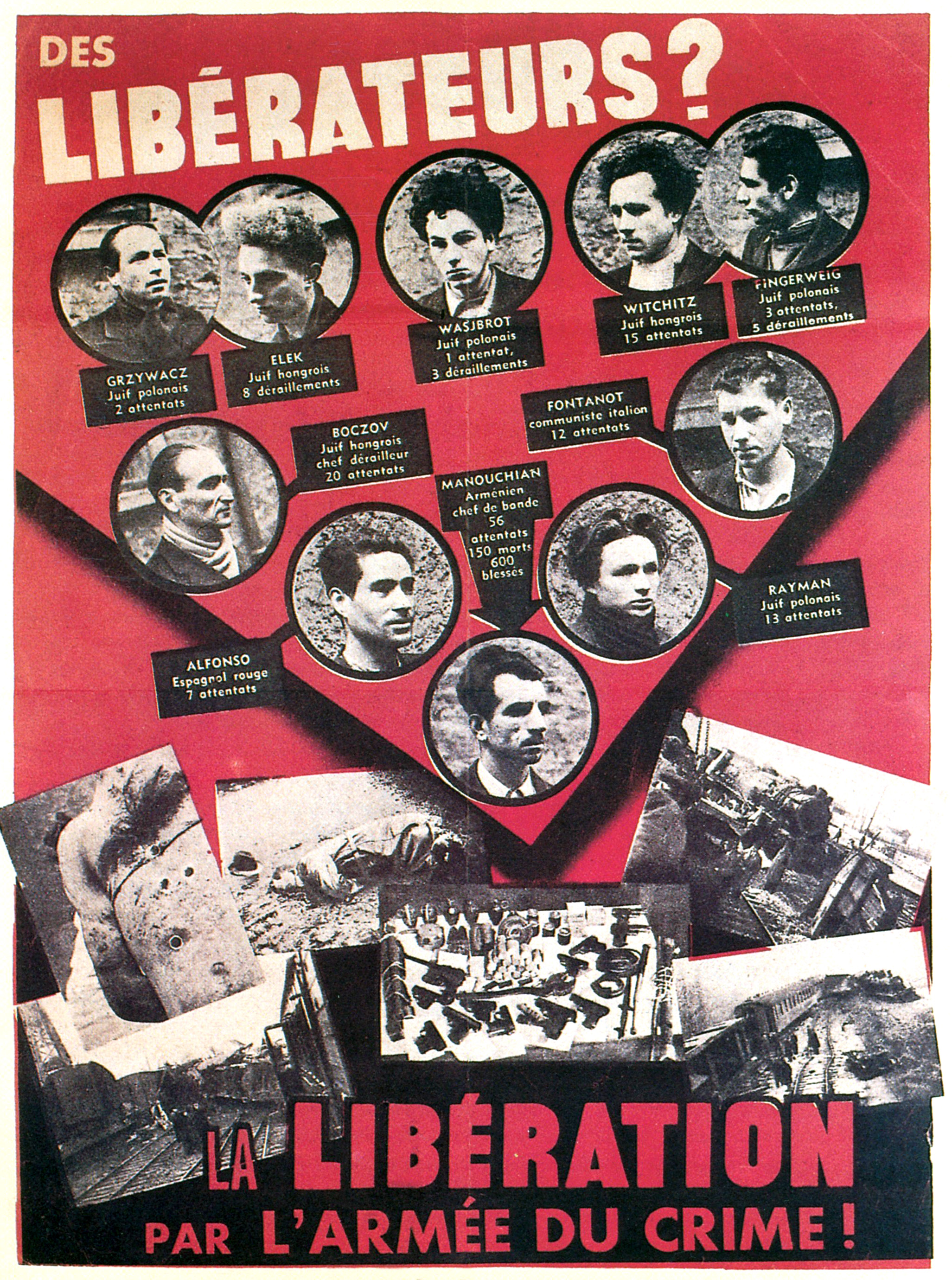
O Affiche Rouge

Affiche Rouge ("Cartaz Vermelho") é uma famosa peça de propaganda, distribuída por autoridades de Vichy e da Alemanha na primavera de 1944, numa Paris ocupada, para desacreditar 23 membros da Resistência francesa, os membros do Grupo Manouchian. O termo Affiche Rouge também se refere mais amplamente às circunstâncias que envolvem a criação do cartaz e sua distribuição, ou seja, a captura, julgamento e execução desses membros do Grupo Manouchian. O cartaz tornou-se um símbolo da resistência ao nazismo.

## Contexto
Em meados de novembro de 1943, a polícia francesa prendeu 23 membros de uma organização comunista, o FTP-MOI, que faziam parte da Resistência francesa. Eles eram chamados de "Grupo Manouchian", em referência a seu comandante, Missak Manouchian. O grupo era parte de uma rede de cerca de 100 lutadores, que realizou quase todos os atos de resistência armada na região metropolitana de Paris, entre março e novembro de 1943.
Seus membros incluíam 22 homens, oito polacos, cinco italianos, três húngaros, dois armênios, um espanhol, e três franceses; e uma mulher, romena. Onze eram também judeus.
Depois de terem sido torturados e interrogados por três meses, os 23 foram julgados por um tribunal militar alemão. Em um esforço para desacreditar a Resistência, as autoridades convidaram celebridades francesas (do mundo do cinema e de outras artes) para comparecer à audiência de julgamento e incentivaram os meios de comunicação a dar a mais ampla cobertura possível. Todos, menos um dos membros do grupo, foram executados diante de um pelotão de fuzilamento no Forte de Mont-Valérien, em 21 de fevereiro de 1944. Olga Bancic, que havia servido o grupo como mensageira, foi levada para Estugarda, onde foi decapitada com um machado em 10 de maio de 1944.
Na primavera de 1944, as autoridades de Vichy lançaram uma campanha de propaganda, projetada para desacreditar o Grupo Manouchian e conter a raiva pública associada a sua execução. Elas criaram um cartaz, que ficou conhecido como Affiche Rouge, devido ao seu fundo vermelho. Trazia fotos de dez homens do grupo, com nacionalidade, apelidos e descrições dos seus crimes. Os Alemães distribuíram um número estimado em 15 000 cópias do cartaz. Juntamente com os cartazes, os alemães distribuíram panfletos que diziam que a Resistência foi liderada por estrangeiros, judeus, desempregados e criminosos; a campanha caracterizava a Resistência como uma "conspiração internacional contra a vida francesa e a soberania da França".
Embora o cartaz tentasse descrever o grupo como "terroristas", a campanha parece ter tido o efeito de vangloriar ainda mais os feitos de pessoas que o público em geral via como combatentes da liberdade.

## Legado

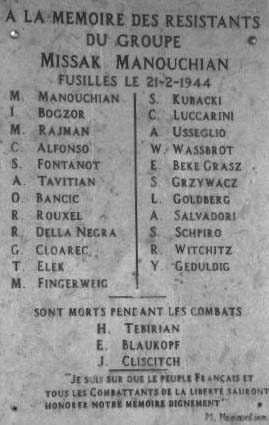
Memorial para o Grupo Manouchian

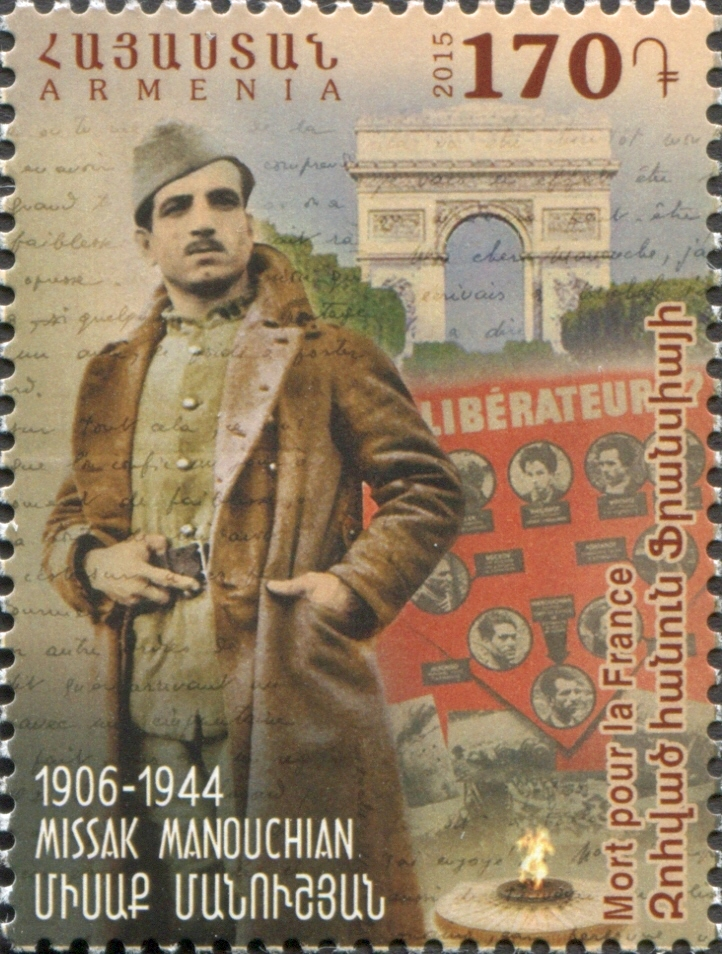
Selo da Armênia em homenagem a Missak Manouchian. O Affiche Rouge é um de seus elementos.

Em 1955, Louis Aragon escreveu um poema em memória ao Grupo Manouchian, "Strophes pour le souvenir". O poema foi publicado em 1956 em Le roman inachevé. Em 1959, Léo Ferré o transformou em música e o gravou como "L'Affiche Rouge". Rouben Melik e Paul Éluard também escreveram poemas em homenagem ao Grupo Manouchian.

## Conteúdo
No cartaz lê-se:

Des libérateurs?  La libération par l'armée du crime!
(em português:  Libertadores? A libertação pelo exército do crime!)

Da esquerda para a direita, e de cima para baixo, retratos individuais são identificados:
- GRZYWACZ: Juif polonais, 2 attentats (Judeu polonês, 2 ataques terroristas)
- ELEK: Juif hongrois, 5 déraillements (Judeu húngaro, 5 descarrilamentos)
- WASJBROT: Juif polonais, 1 attentat, 1 déraillement (Judeu polonês, 1 ataque terrorista, 1 descarrilamento)
- WITCHITZ: Juif polonais, 15 attentats (Judeu polonês, 15 ataques terroristas - embora não esteja claro se Witchitz foi, na verdade, Judeu ou polaco)
- FINGERCWAJG: Juif polonais, 3 attentats, 5 déraillements (Judeu polonês 3 ataques terroristas, 5 descarrilamentos)
- BOCZOV: Juif hongrois, chef dérailleur, 20 attentats (Judeu húngaro, chefe de operações de descarrilamento , 20 ataques terroristas)
- FONTANOT: Communiste italien, 12 attentats (Comunista italiano, 12 de ataques terroristas. Seu nome correto era Fontano)
- ALFONSO: Espanhol rouge, 2 attentats (Vermelho espanhol, 2 ataques terroristas)
- RAYMAN: Juif polonais, 13 attentats (judeu polonês 13 ataques terroristas)
- MANOUCHIAN: Arménien, chefe de bande, 56 attentats, 150 morts, de 600 blessés (armênio, chefe da quadrilha, 56 ataques terroristas, 150 mortos, 600 feridos)

O fundo apresenta fotografias de:
- o ombro direito e o peito direito de um cadáver, marcado por buracos de bala
- um corpo morto deitado no chão
- uma locomotiva descarrilada
- um trem descarrilado
- uma coleção de pequenas armas, granadas e componentes de bomba, apresentados em uma tabela
- outro trem descarrilado